# Maryam al-Khawaja
Maryam Abdulhadi al-Khawaja (àrab: مريم عبد الهادي الخواجة, Maryam ʿAbd al-Hādī al-Ḫawāja; Síria, 26 de juny de 1987) és una activista dels drets humans de Bahrain.

## Trajectòria
És filla de l'activista dels drets humans de Bahrain Abdulhadi al-Khawaja. Fa de vicepresidenta del Centre dels Drets Humans de Bahrain (BCHR) i ha exercit la presidència d'aquesta organització des que el seu president, Nabeel Rajab, va ser arrestat.
Des que era adolescent, ha participat en protestes i ha estat activa com a voluntària en les organitzacions de drets humans. Després d'assistir a les manifestacions a favor de la democràcia l'any 2011, Maryam al-Khawaja va començar una gira per dur a terme conferències a l'estranger. Durant aquesta gira, va mantenir reunions amb polítics del Regne Unit i va parlar davant el Consell de Drets Humans de les Nacions Unides, a Ginebra.
Amb almenys 500 membres destacats de l'oposició detinguts a Bahrain, el BCHR li va recomanar que es quedés a l'estranger, per tal com hi havia una probabilitat d'arrest si tornava a casa.